# Louis Aumont
Louis Auguste François Aumont (7. januar 1805 i København – 6. maj 1879 på Frederiksberg) var en dansk maler og far til Horace Aumont.
Aumont var søn af underbogholder i Nationalbanken og major i borgervæbningen Jean Pierre Marie Aumont (hvis fader Jean Aumont var hofmodehandler i Paris) og Elisabeth født de Janty. Han gennemgik Kunstakademiet og fik 1824 den lille sølvmedalje, og to år efter den store sølvmedalje.
Med rejseunderstøttelse af Frederik 6. og senere af grev Moltke på 200 speciedaler (800 kr.) årlig var han tre år i Paris og arbejdede hos maleren Antoine-Jean Gros, mens han samtidig malede portrætter, som han efter anmodning fik attest for "at have lagt umiskendeligt Talent for Dagen" fra Akademiet i København. Efter hjemkomsten lykkedes det ham dog ikke at blive agreèret ved Kunstakademiet trods gentagne forsøg, og fra 1834-42 levede han i Hamborg, hvorfra han efter byens brand vendte tilbage til København. I disse år var han temmelig søgt som portrætmaler.
Efter at være rejst til Vestindien fór han 1853-65 som intendant ved Marinens skibe, købte sig derpå ind i Københavns Sygehjem og døde der 6. maj 1879.
Han blev gift 1832 med Vilhelmine Bernardine Paasche (født 1812), med hvem han blandt andet havde sønnen Horace Aumont, der døde i slaget ved Sankelmark. Aumont er begravet på Assistens Kirkegårds katolske afdeling.

## Værker
- Selvportræt, 18 år gammel (1823, privateje)
- Theodor Gliemann (1825)[1]
- August Bournonville (1828, Teatermuseet i Hofteatret)
- Christian Waagepetersen og hustruen Albertine, født Schmidt (1829, privateje)
- Claus Schall (ca. 1830, Teatermuseet i Hofteatret)
- Dennes hustru Cathrine Margrethe (ca. 1830, Teatermuseet i Hofteatret)
- August Bournonville (1830, privateje)
- Selvportræt, 25 år gammel (1830, privateje)
- Johan Wilhelm Cornelius Krieger (1830)[2]
- Niels Petersen (ca. 1830, Det Kongelige Teater)
- Prinsesse Caroline (1830, De Danske Kongers Kronologiske Samling)
- Prinsesse Caroline Amalie (1830, De Danske Kongers Kronologiske Samling)
- Prinsesse Vilhelmine (1831, De Danske Kongers Kronologiske Samling)
- Prins Christian Frederik (1831, De Danske Kongers Kronologiske Samling)
- Prinsesse Caroline (ca. 1830, De Danske Kongers Kronologiske Samling, deponeret på Frederiksborgmuseet)
- Prins Christian Frederik i ordensdragt (1832, Christiansborg)
- Johanne Luise Heiberg (1832, Teatermuseet i Hofteatret)
- Prins Christian Frederik (1834, De Danske Kongers Kronologiske Samling, deponeret på Frederiksborgmuseet)
- Franziska Carlsen (ca. 1843, Gammel Køgegård)[3]
- Marie Sophie de Coninck, gift Frölich, (1837, Statens Museum for Kunst)
- Kaptajn i artilleriet Fritz von Müller (malet i Vestindien ca. 1847, Det Kongelige Garnisonsbibliotek)
- Miniaturemaler Laurent Grünbaum (akvarel 1834, i Christian Hornemans stambog, Kobberstiksamlingen)
- Antoine Bournonville[4]
- Ubekendt ung mand (akvarel, Kobberstiksamlingen)
- Kunstnerens hustru (førhen i Johan Hansens samling)
- H.C. Lund (efter dette kopi af Walseth i Møntergården, Odense)[5]
- Christian Danneskiold-Samsøe (Orebygård, tilskrevet)[6]
- Hermann Ernst Freund (Klintholm Gods)[7]
- Marquis de Massilian (museet i Montpellier)
- To portrætter af Adam Wilhelm Moltke, der blev litograferet af Carl Henckel[8]
- Forlæg til Carl Henckels litografi af Peder Pedersen[9]

## Ekstern henvisning
- Wikimedia Commons har flere filer relateret til Louis Aumont
- Louis Aumont på Kunstindeks Danmark/Weilbachs Kunstnerleksikon
- Louis Aumont på gravsted.dk